# Summerhill
Summerhill és una població dels Estats Units a l'estat de Pennsilvània. Segons el cens del 2000 tenia 521 habitants.

## Demografia
Segons el cens del 2000, Summerhill tenia 521 habitants, 220 habitatges, i 146 famílies. La densitat de població era de 628,6 habitants/km².
Dels 220 habitatges en un 27,7% hi vivien nens de menys de 18 anys, en un 55,5% hi vivien parelles casades, en un 10,9% dones solteres, i en un 33,2% no eren unitats familiars. En el 32,7% dels habitatges hi vivien persones soles el 20,5% de les quals corresponia a persones de 65 anys o més que vivien soles. El nombre mitjà de persones vivint en cada habitatge era de 2,36 i el nombre mitjà de persones que vivien en cada família era de 3.
Per edats la població es repartia de la següent manera: un 25,7% tenia menys de 18 anys, un 8,3% entre 18 i 24, un 25,1% entre 25 i 44, un 20,3% de 45 a 60 i un 20,5% 65 anys o més.
L'edat mediana era de 38 anys. Per cada 100 dones de 18 o més anys hi havia 76,7 homes.
La renda mediana per habitatge era de 25.750$ i la renda mediana per família de 38.125$. Els homes tenien una renda mediana de 29.583$ mentre que les dones 25.313$. La renda per capita de la població era de 15.013$. Entorn del 9,7% de les famílies i el 13,1% de la població estaven per davall del llindar de pobresa.

## Poblacions més properes
El següent diagrama mostra les poblacions més properes.